# Adderlyn Cruz
Pour les articles homonymes, voir Cruz.
Cruz  Colón est un nom espagnol. Le premier nom de famille, en général paternel, est Cruz ; le second, en général maternel, souvent omis, est Colón.
Adderlyn Félix Cruz Colón, né le 14 novembre 1991 à Santiago de los Caballeros, est un coureur cycliste dominicain.

## Palmarès
- 2008
  -  Champion de République dominicaine sur route juniors
- 2010
  - 3e du championnat de République dominicaine sur route espoirs
- 2011
  - Vuelta de la Juventud Republica Dominicana :
    - Classement général
    - 2eb étape

  - 1re étape du Clásico León Ureña
  - 3e de la Pre-Vuelta Independencia
- 2013
  - 1re étape du Clásico León Ureña
  - 2e du championnat de République dominicaine du contre-la-montre espoirs
  - 3e de la Pre-Vuelta Independencia
  - 3e du Clásico León Ureña
- 2014
  - Pre-Vuelta a Independencia :
    - Classement général
    - 5e étape

  - 2e du championnat de République dominicaine sur route
  - 2e du championnat de République dominicaine du contre-la-montre
  - 2e de la Tobago Cycling Classic
- 2015
  - 2e étape de la Copa Cero de Oro
  - Tobago Cycling Classic
  - 2e de la Copa Cero de Oro
- 2016
  - 2e étape du Tour de Millersburg
  - 3e du championnat de République dominicaine du contre-la-montre
- 2017
  - 1re étape de la Vuelta a la Independencia Nacional (contre-la-montre par équipes)
  - Clásico Batalla 30 de Marzo
  - Copa Cero de Oro
  - 2e de la Vuelta a la Independencia Nacional
  - 3e du championnat de République dominicaine du contre-la-montre
  -  Médaillé de bronze du championnat des Caraïbes sur route
- 2018
  - 3e étape du Tour del Cibao
  - 3e de la Vuelta a la Independencia Nacional
  - 3e du Tour del Cibao
- 2019
  - 2e du championnat de République dominicaine du contre-la-montre
- 2020
  -  Champion de République dominicaine sur route
  - 3e du championnat de République dominicaine du contre-la-montre

## Classements mondiaux
| Année            | 2012 | 2013 | 2014 | 2015 | 2016 | 2017 |
| ---------------- | ---- | ---- | ---- | ---- | ---- | ---- |
| UCI America Tour | 331e |      | 96e  | 67e  | 143e | 89e  |